# Bridelia harmandii
Bridelia harmandii är en emblikaväxtart som beskrevs av François Gagnepain. Bridelia harmandii ingår i släktet Bridelia och familjen emblikaväxter. Inga underarter finns listade i Catalogue of Life.